# Телекинеза
Телекинезата (от гръцки: τῆλε – далече и κίνησις – движение), или наречена още психокинеза (от гръцки: ψυχή – душа, дух и κίνησις – движение), е псевдонаука, част от парапсихологията. Изследва предполагаемия феномен, при който (чрез предполагаеми психически способности) даден човек е в състояние да оказва физическо влияние върху материални обекти в сравнителна близост, но без да осъществява физически контакт с тях (например: преместване на ключ, огъване на лъжица, повдигане на стол или отваряне на врата), въздействайки им единствено чрез „умствен контрол“.
Няма окончателни или убедителни научни доказателства потвърждаващи категорично съществуването на това явление въпреки провежданите през годините изследвания. Част от провежданите дотогава експерименти, както и резултатите от тях, са били критикувани за липсата на повторяемост, подходящ контрол и правилна оценяемост. Скептиците и учените предполагат, че фалшивите „доказателства“ се дължат на измама, заблуда, статистическа манипулация на експериментални данни и пр.